# Кирнарский, Абрам Менделевич
Абрам Менделевич Кирнарский (19 ноября 1909, Погар — декабрь 1965, Москва) — советский военнослужащий, командир 81-го железнодорожного батальона, майор.

## Биография
Родился 19 ноября 1909 года в селе Погар (ныне — районный центр Брянской области). Еврей. После окончания 9 классов уехал в Ленинград, где поступил в Ленинградский техникум путей сообщения.
В 1932 году был призван в ряды Красной Армии и как техник-путеец направлен в железнодорожные войска. Был назначен командиром взвода 18-го строительного железнодорожного полка 4-й железнодорожной бригады Особого железнодорожного корпуса на Дальнем Востоке. Там же стал командиром роты.
Работал на прокладке линии Кангауз-Сучан и довел её до Находки. После присоединения Западной Украины, весной 1941 года, почти все бригады Особого железнодорожного корпуса были переведены на запад. На новом месте, в районе города Львова в составе своего полка Кирнарский строил вторые пути и обходы железнодорожных узлов Шепетовка, Львов. Здесь встретил начало Великой Отечественной войны.
Отступая с частями Красной Армии в первые месяцы Великой Отечественной, оказался на Калининском фронте. Был назначен командиром 81-го железнодорожного батальона. Воины-железнодорожники под командованием майора Кирнарского под огнём врага эвакуировали станции Решетниково, Клин, Подсолнечная. Удалось передислоцировать весь подвижной состав, вывезти все ценные грузы. В 1942 году вступил в ВКП/КПСС.
С началом наступления советских войск батальон Кирнарского приступил к восстановлению путей. Сначала на станции Ржев-Балтийский, затем на линиях Ржев — Великие Луки, Старая Русса — Дно — Псков, Дно — Новосокольники. В первые дни наступления было трудно, очень трудно, недоставало рельсов, поковок, скреплений. Фашисты разрушили все, что невозможно было увезти, свирепо бомбили и обстреливали восстановленные пути. Днем и ночью бойцы на самых трудных участках видели рядом с собой командира. Вместе c бойцами комбат изыскивал всевозможные средства, чтобы ускорить восстановление.
Грамотно организуя восстановительные работы, майор Кирнарский добился сокращения сроков ввода объектов вдвое. Этого требовали интересы фронта. Лично каждый раз следовал туда, где снижались темпы восстановления, и в нужный момент принимал меры для ликвидации прорыва. Многие солдаты, сержанты и офицеры батальона были удостоены орденов и медалей.
Указом Президиума Верховного Совета СССР от 5 ноября 1943 года «за особые заслуги в обеспечении перевозок для фронта и народного хозяйства и выдающиеся достижения в восстановлении железнодорожного хозяйства в трудных условиях военного времени» майору Кирнарскому Абраму Менделевичу присвоено звание Героя Социалистического Труда с вручением ордена Ленина и золотой медали «Серп и Молот».
В марте 1944 года подполковник Кирнарский возглавил группу железнодорожных частей Управления военно-восстановительных работ 6, в состав которой вошёл его 81-й бетальон, а также 43-й и 37-й путевые и 10-й мостовой батальоны. Эта группа вела восстановительные работы для 1-го Прибалтийского фронта, принимавшего участие в операции «Багратион».
Офицер-железнодорожник закончил войну в звании полковника командиром железнодорожной бригады. В послевоенные годы продолжал службу в железнодорожных войсках. Снова участвовал в восстановлении Львовского железнодорожного узла. После увольнения в запас переехал в Москву. Работал в Московском энергетическом институте. Жил в городе Москве. Скончался в декабре 1965 года. Похоронен на Донском кладбище Москвы.
Награждён орденами Ленина, Красного Знамени, Отечественной войны 1-й и 2-й степени, двумя орденами Красной Звезды, медалями.